# Parque La Carolina
El parque La Carolina es un espacio verde de carácter público en la ciudad de Quito, capital de la República del Ecuador. Está ubicado en la zona de Iñaquito, en el corazón financiero y empresarial de la urbe y es, a su vez, una de las áreas recreacionales más importantes del área metropolitana.

## Historia

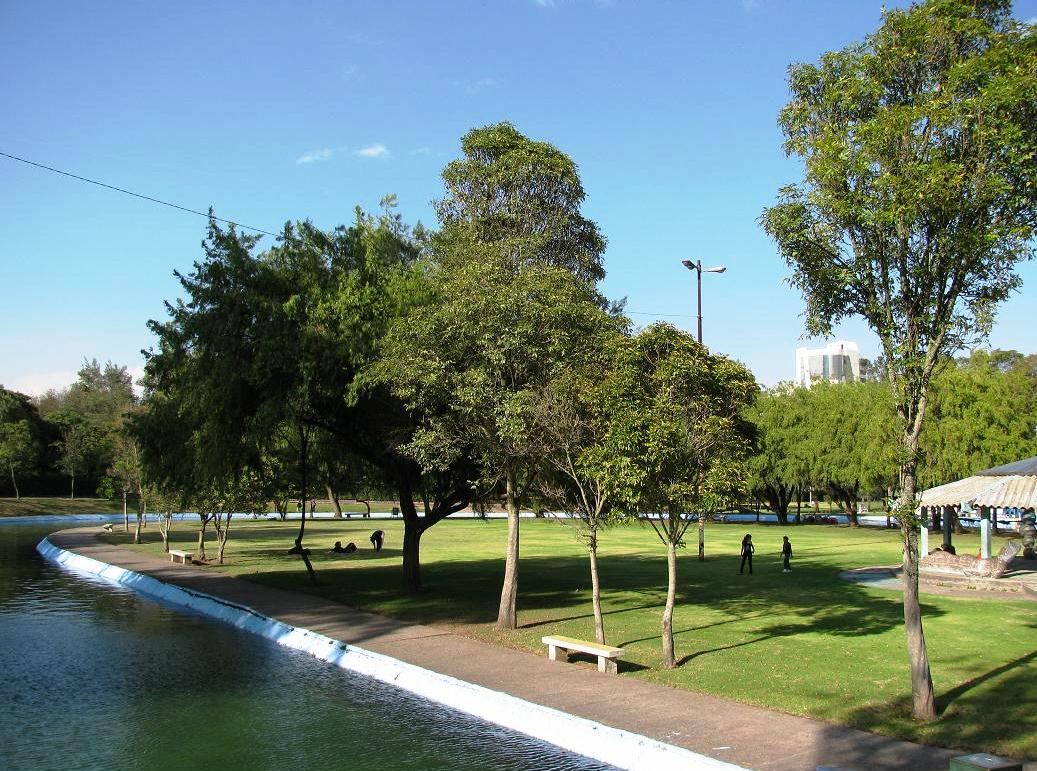
Tierras que alguna vez pertenecieron a la Hacienda La Carolina.

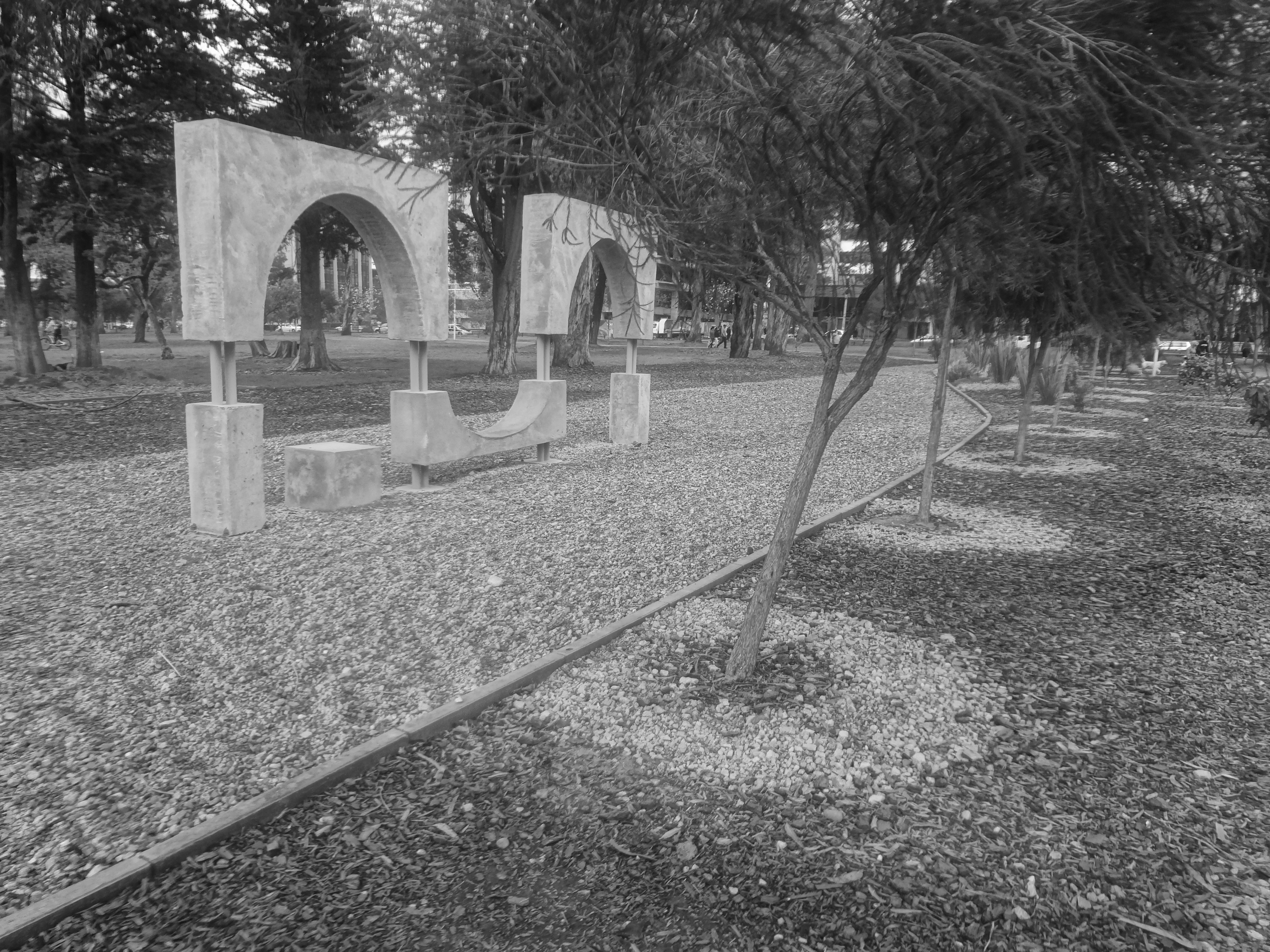
Arte en La Carolina, 2015.
(Bulevar Rumipamba)

Ubicado en el valle de Iñaquito, según los primeros cronistas españoles el parque formó parte de las tierras en las que el inca Huayna Cápac mandó a construir dos lagunas para su recreo, una para la caza de patos y garzas y otra de aves. Para el siglo XIX las lagunas artificiales se habían secado, y quedaban pequeños remanentes llamados totorales por las plantas que crecían a su alrededor.
A inicios del siglo XX el terreno constituía parte de la «Hacienda La Carolina», propiedad de María Augusta Barba de Larrea, descendiente de los marqueses de Selva Alegre. El área estaba destinada a tierras de pastoreo de ganado, debido principalmente a las docenas de ciénegas y lagunillas que existían en el lugar, y que hacían imposible un uso agrícola extensivo. En 1939 la mayor parte de la hacienda fue donada al Municipio de Quito por la última propietaria, María Augusta Urrutia Barba, que la había heredado de su tía Carolina Barba Aguirre.
Dentro del Plan Regulador de Quito, trazado en 1942 por el arquitecto uruguayo Jones Odriozola, La Carolina sería un centro deportivo abierto al público con canchas, hipódromo, estadio, piscina olímpica y grandes jardines que estarían coronados por la majestuosidad del volcán Pichincha. Lamentablemente, y por falta de presupuesto, el plan no se materializaría más allá de la construcción del hipódromo y algunas canchas deportivas.
Con la inauguración del Centro Comercial Iñaquito en 1971, sumado a la previa existencia del Estadio Olímpico Atahualpa desde 1951, el sector comenzó a tomar un carácter eminentemente comercial y de entretenimiento, y las familias quiteñas que salían a dar una vuelta por la zona decidían quedarse en las parcelas aún desorganizadas de la antigua hacienda convertida en parque improvisado, para divertirse al aire libre.
Es entonces que se ve la necesidad de una planificación moderna apropiada para cubrir las demandas de la ciudadanía, y la Dirección de Planificación del Municipio emprende la construcción del parque en 1976, durante la alcaldía de Sixto Durán Ballén, en la que se incluyó además los predios del Hipódromo de Quito que funcionó hasta 1974. Un importante proceso de arborización de los terrenos inició durante la administración del alcalde Álvaro Pérez Intriago (1978-1982), y recibió un nuevo impulso en la alcaldía de Rodrigo Paz (1988-1992).
A partir del año 2015, el Parque pasa por un proceso de regeneración que incluye remodelaciones y obras nuevas. Entre las obras nuevas está el Bulevar Rumipamba, Bulevar de las Flores, Bulevar de la Quebrada, zonas de juegos infantiles, zona canina; y las remodelaciones se han dado en la pista atlética, Cruz del Papa, Laguna, canchas deportivas, pista de patinaje.

## Características
Con un área de 640.000 metros cuadrados, es decir 64 ha de terreno, La Carolina es uno de los parques urbanos más grandes del Ecuador y, hasta 2013 cuando se inauguró el Bicentenario, fue el más grande de la ciudad de Quito. El área recreativa está enmarcada por las avenidas de los Shyris, Eloy Alfaro, Amazonas, República y Naciones Unidas, en el sector de Iñaquito a 2760 m s. n. m.

## Composición espacial
Dentro de la composición espacial del parque, se pueden diferenciar siete grandes zonas:

### Zona deportiva

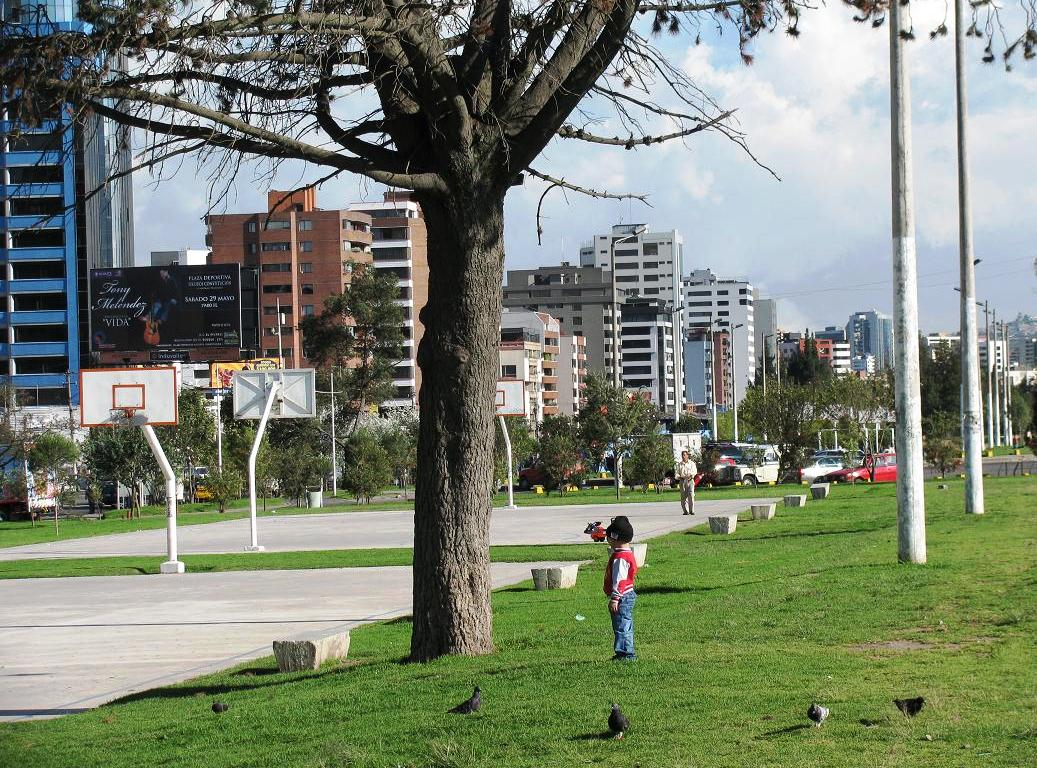
Área de basketball, zona deportiva del parque

Ubicada en el extremo oriental del parque, junto a la avenida de los Shyris y próxima al sector empresarial de la República de El Salvador. Está compuesta por 42 canchas deportivas de diferentes disciplinas:
- 15 canchas de fútbol
- 15 canchas de voleibol
- 9 canchas de basketball
- 2 canchas de pelota nacional
- 1 cancha para no videntes

Cuenta además con una sección de canchas de tenis sobre arcilla, rodeadas por mallas metálicas, y una importante pista-circuito de bicicrós, en la que incluso acuden a practicar profesionalmente.
Tras el evento de la «Copa Quito Juega por La Carolina» en 2005, se repararon ocho canchas de fútbol deterioradas, cinco con material sintético y tres de césped natural, en las que a los equipos se les proporciona de balón, árbitro, iluminación además de baños, vestidores con ducha y un bar. El mencionado evento se convirtió en un torneo anual bajo el nombre «Copa La Carolina», organizado por la Administración Zonal Eugenio Espejo del Municipio de la ciudad, y busca promover la integración social de los habitantes cada verano.
En 2016, durante la alcaldía de Mauricio Rodas, se ejecutó la recuperación integral de las 42 canchas que existen en la zona, y que eran en su mayor parte de tierra o cemento ya deteriorado. La renovación incluyó material y césped sintético, señalética, tableros de vidrio e iluminación nocturna.

### Zona aeróbica
Ubicada en el flanco occidental del parque, junto a la avenida Amazonas y su zona bancaria, su elemento principal es la otrora pista de carreras del desaparecido Hipódromo de Quito que funcionaba en el lugar hasta 1974, y que hoy constituye un circuito de maratón con pavimento sintético especial para la práctica del atletismo, con una extensión de 780 metros y un ancho de ocho metros divididos para el trote y la caminata.
Al centro de la pista atlética se encuentra una explanada de césped natural, en la que se hallan varios implementos adecuados para la práctica de aeróbicos y crossfit, esta última también recubierta con pavimento especial que disminuye el impacto en los pies de los deportistas. Al costado occidental se halla una pequeña y tranquila zona llena de árboles, apropiada para practicar disciplinas como yoga y taichí, y una pista más pequeña que la de maratón. Es en esta zona precisamente donde inicia los circuitos de ciclovía y trote, ambos de 3.700 metros, y que dan la vuelta a todo el perímetro del parque.

### Zonas infantiles
Se ubican en la secciones noroccidental y suroccidental del parque; la primera, de 1458 m², junto al estacionamiento de la calle Japón, y la segunda, de 840 m², tras el estacionamiento que se encuentra en la confluencia de las avenidas República y Amazonas. Se trata de un grupo de juegos dedicados a los niños, tales como toboganes, columpios, balancines, pequeños carruseles, escaleras chinas, y sencillos rocódromos. En enero de 2016 se reemplazaron todos los antiguos juegos de metal, en muchos casos oxidados, por otros de plástico resistente al clima.

### Zona de la Laguna

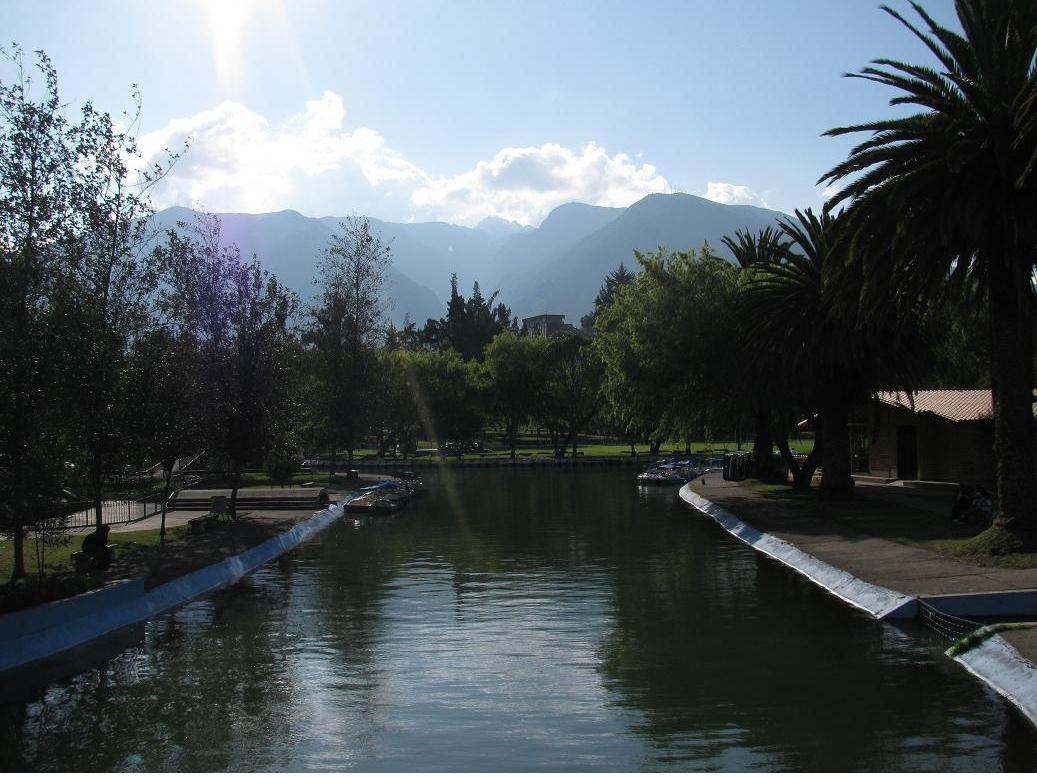
Canal de la laguna del parque.

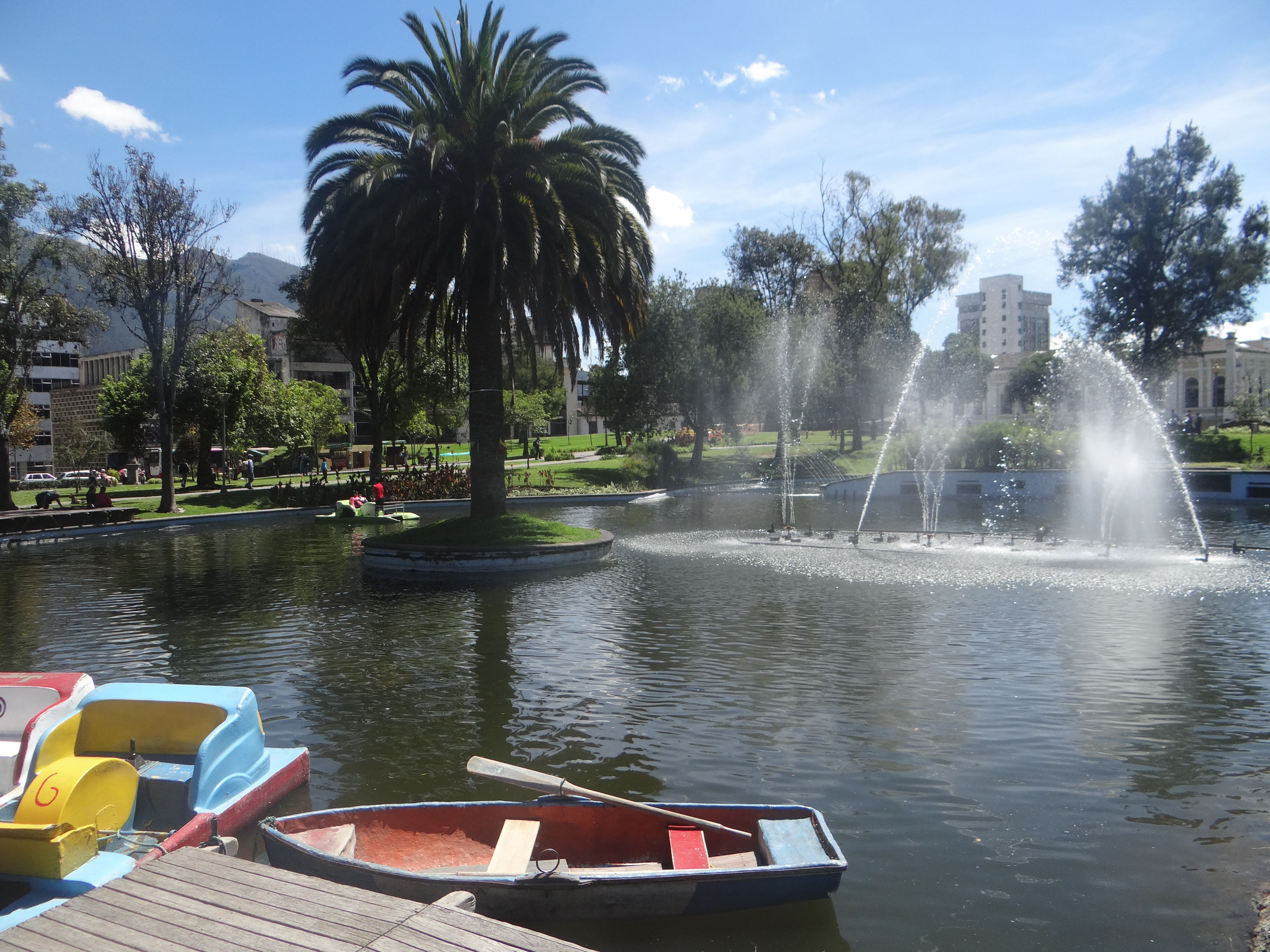
Canal de la laguna del parque.

Ocupa toda la esquina sur del parque, en el triángulo formado por las avenidas República y Eloy Alfaro. Su principal atractivo es la laguna artificial que allí se encuentra, una remembranza de las docenas de ciénegas que una vez existieron en el lugar y que se secaron con el paso de los años, pero que aún se podía ver a inicios del siglo XX. En 1999, durante la alcaldía de Roque Sevilla, la laguna se amplió y redecoró, al igual que otros equipamientos decorativos de agua del parque.
En mayo de 2016 el cuerpo de agua fue totalmente renovado a un costo de un millón de dólares, colocándose en los extremos tres juegos de arcos de agua que alcanzan los cuatro metros de alto, se colocó una geomembrana en el fondo para evitar filtraciones y deterioro acelerado, se construyeron muelles de madera plástica y se adecentó la flota de botes que sirven para el recreo de los visitantes.
A través de varios puentes se accede a dos islas centrales: una pequeña, en la que se puede apreciar una cascada artificial en piedra y coronada por la estatua de hierro de un cóndor, ave emblemática del Ecuador, y una más grande, donde se encuentra un amplio espacio verde con áreas de descanso. Además, en la zona circundante se hallan árboles, caminerías, bancas, y un área junto a la avenida República donde se exhiben esculturas abstractas realizadas en piedra por artistas ecuatorianos.

### Zona de patinaje
Se encuentra ubicada en el extremo suroriental del parque, junto a la intersección de las avenidas de los Shyris y Eloy Alfaro, y aunque es popularmente conocida como «Skate Park» su nombre oficial es el de «Pista Gonzalo Burgos». Se trata de una amplia plataforma construida en 1978 y renovada en 2016 para desarrollar actividades tanto con patines, patineta y bicicleta, que incluye desniveles, escaleras, pirámides, obstáculos y diferentes grados de dificultad, hasta llegar al más alto en un túnel para vueltas de 180 grados.

### Zona de recreación canina

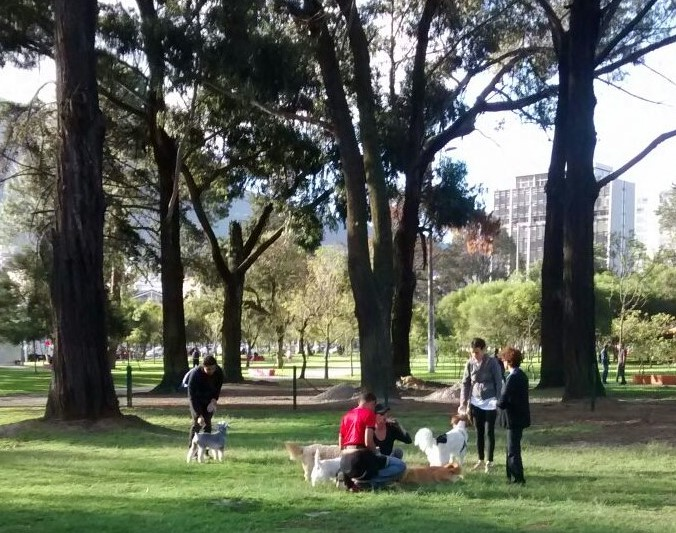
Zona de recreación canina.

Área dedicada a la socialización de mascotas que se ubica sobre la avenida República, frente al Mall El Jardín. Su construcción comenzó en octubre de 2015 por pedido del grupo de recreación canina «Los Mimados», conformado por varios vecinos del parque. El espacio, cercado por un cerramiento metálico, cuenta con zona de aclimatación previo al ingreso al área de juegos en la que se pueden encontrar rampas con descanso, anillos de salto, cruce de obstáculos, sube y baja, arcos de paso, escalones, bebederos para las mascotas y sus dueños, entre otros. Además, el lugar sirve como espacio para campañas sobre la tenencia responsable de la fauna urbana.

### Bulevares

#### Bulevar Naciones Unidas

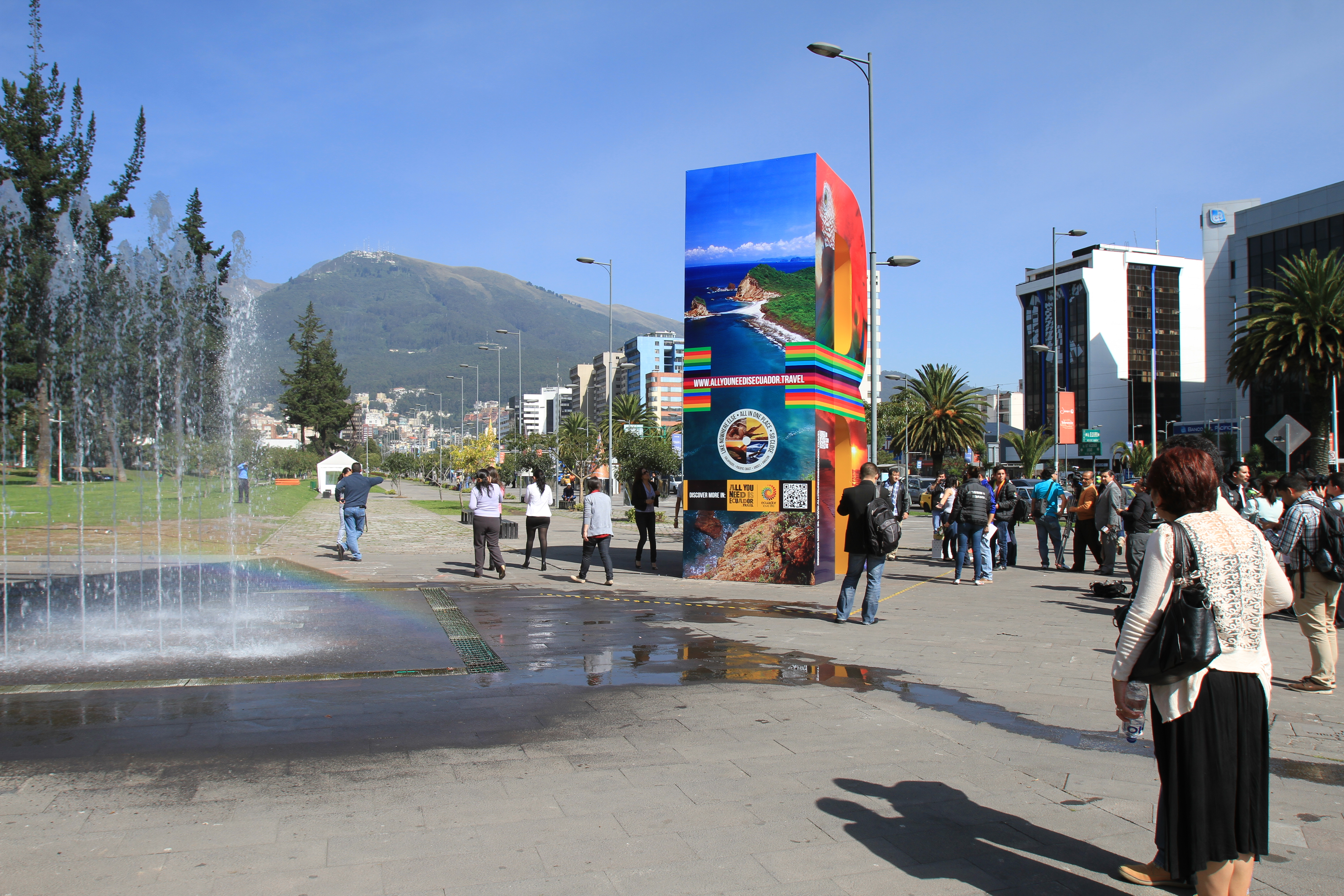
Bulevar Naciones Unidas, hacia el occidente.

En 2011, tras una intervención exhaustiva en todo el parque, se inauguró al norte un bulevar contiguo a la avenida Naciones Unidas, en el tramo comprendido entre la calle Japón y la avenida de Los Shyris. Se trata de un espacio destinado a revalorizar la circulación peatonal sobre la vehicular; y lo consigue con amplias veredas de al menos 20 metros, varias fuentes de agua, bancas estratégicamente ubicadas, la sombra de frondosos árboles, un moderno puente peatonal y de bicicletas que cruza hacia el otro lado de la avenida Naciones Unidas y bellos jardines.

#### Bulevar Rumipamba

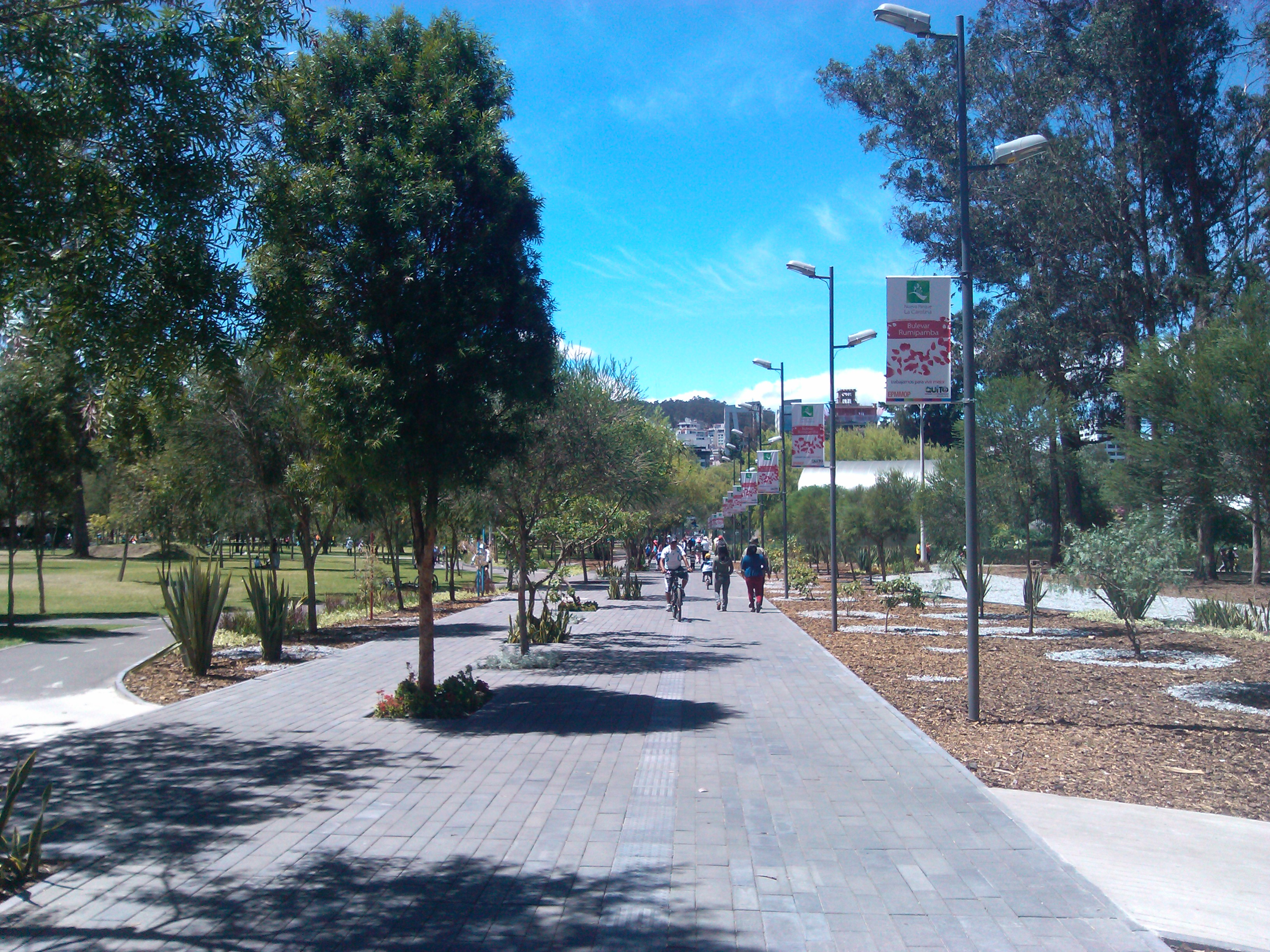
Bulevar Rumipamba, hacia el oriente.

El 11 de julio de 2015 el Municipio de la ciudad entregó el primero de dos paseos que cruzan la zona del Jardín Botánico. El llamado Bulevar Rumipamba cruza el parque transversalmente, desde la avenida de los Shyris en el oriente hasta la Amazonas en el occidente, y cuenta con jardineras, arborización y luminarias.
En sus 485 metros de extensión, el paseo cuenta con tres plazas denominadas Shyris, De las Flores y Amazonas. La primera se ubica junto al Mundo Juvenil y cuenta con pequeñas elevaciones de diferentes niveles, pensadas para el descanso; la segunda, frente al Jardín Botánico, fue diseñada como un agora natural, para eventos artísticos y culturales al aire libre; mientras que la tercera, junto al Vivarium, cuenta con arbolado y bancas para descanso de los usuarios.
Las especies sembradas en las plazas son portulaca, siempreviva, hebes morado, mala madre y matacallo; mientras que a lo largo del bulevar se encuentran aproximadamente 500 plantas entre las que destacan lino, trueno verde, tilo amarillo Y calistemo rojo. Complementariamente, el artista urbano Apitatán, pintó un mural con elementos representativos de la ciudad y la serranía ecuatoriana.

#### Bulevar de la Quebrada
Es un paso transversal que une la avenida de Los Shyris, a la altura de la Portugal, con la Amazonas a la altura de la Atahualpa. El concepto inicial fue el de rescatar las quebradas existentes en la zona y el valor de las mismas desde puntos de vista ecológico y como hábitat de especies nativas de la ciudad, pero después se lo cambió por uno más tradicional y práctico. Adicionalmente, tiene un carácter lúdico mediante una zona de juegos, y se reubicó la ciclovía existente.
A lo largo del recorrido se encuentran cinco esculturas de artistas nacionales y extranjeros que se encontraban deterioradas en varios puntos de la ciudad, de entre 2 y 16 metros de largo e inspirados en la convivencia entre naturaleza y la ciudad:
- Árbol civilizado 1, de Gabriel Castañeda
- Árbol civilizado 2, de Gabriel Castañeda
- La Disputa, de Victoria Camacho
- Caracolas, de Rodolfo Cortés
- Mariposa, de Geracho Arias

### Estacionamientos
Localizados en diferentes puntos del parque en un número de ocho, están estratégicamente ubicados para que los visitantes puedan acceder a las diferentes actividades que ofrece este espacio verde sin la preocupación de encontrar un lugar cercano para estacionar su auto. Dichos estacionamientos, con excepción del estacionamiento de la Cruz del Papa, son administrados por la Gerencia de Terminales y Estacionamientos de la EPMMOP.

### Edificios

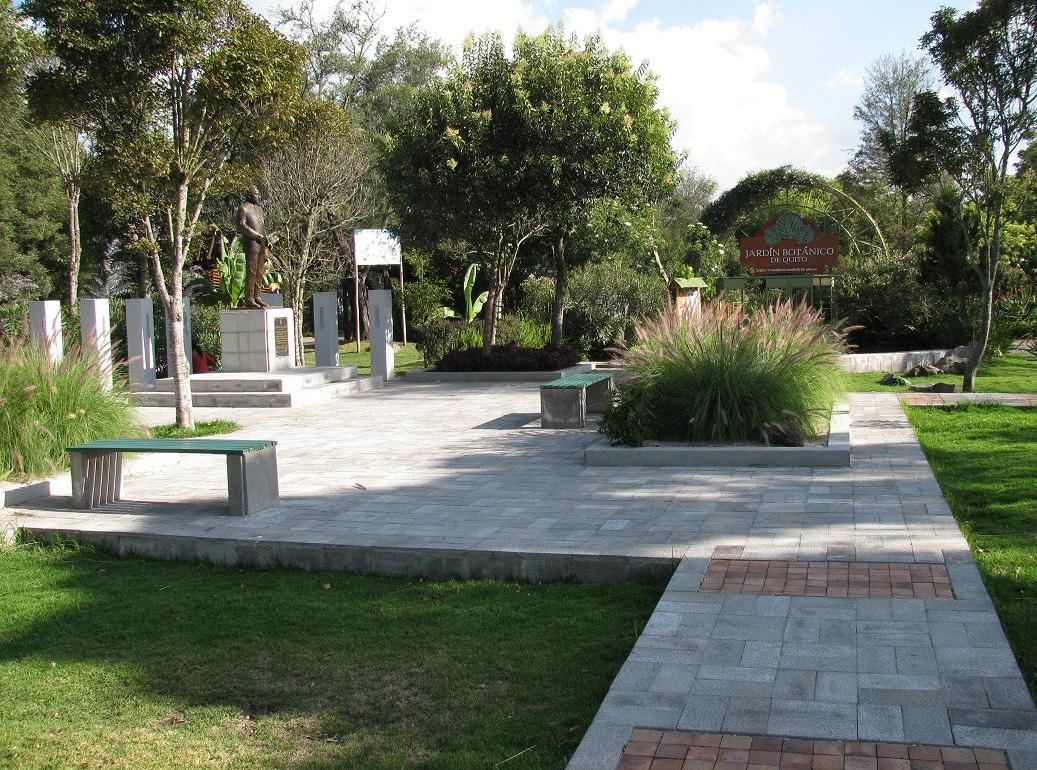
Entrada al Jardín Botánico, dentro del parque.

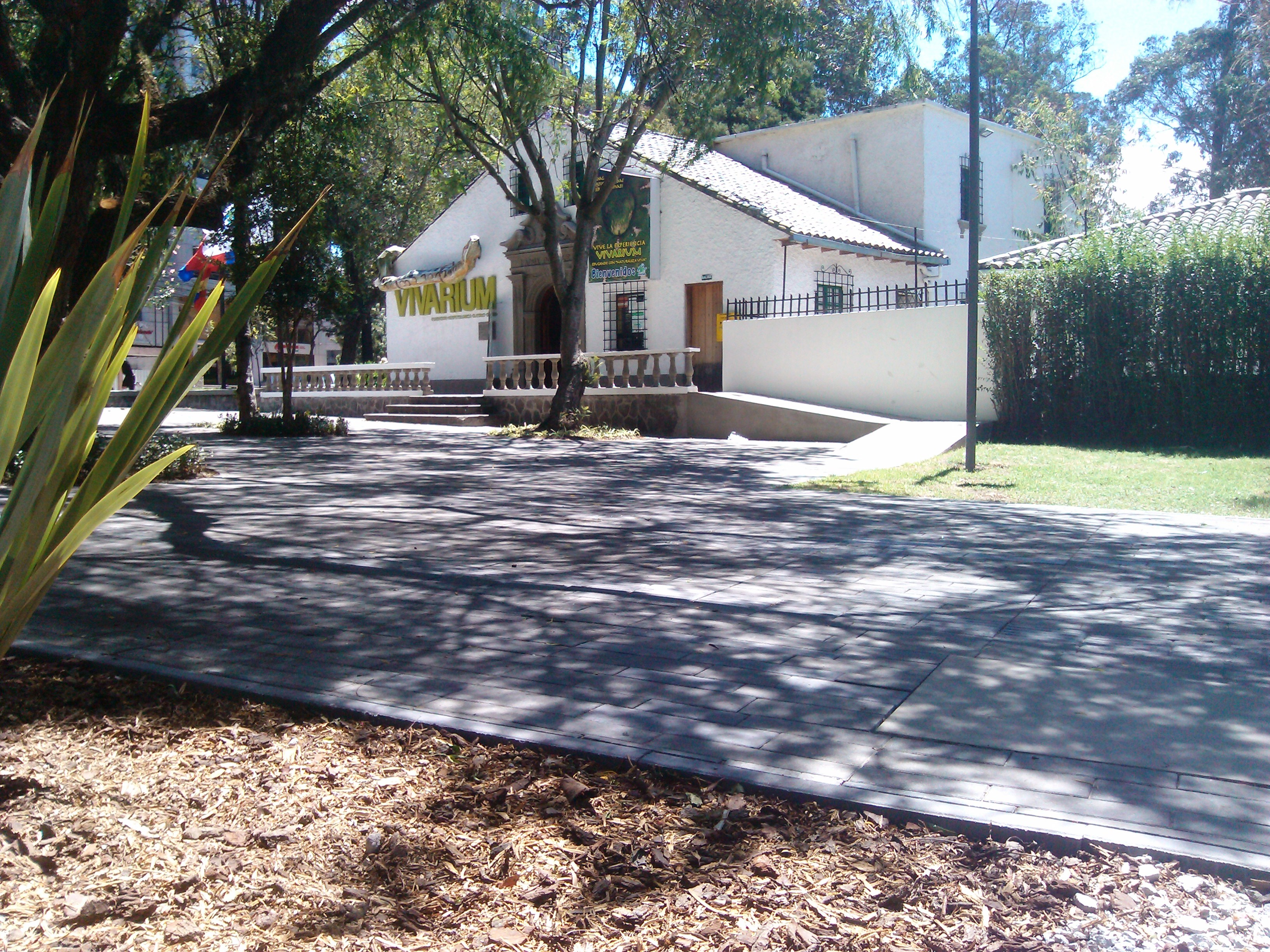
Vivarium, dentro del parque.

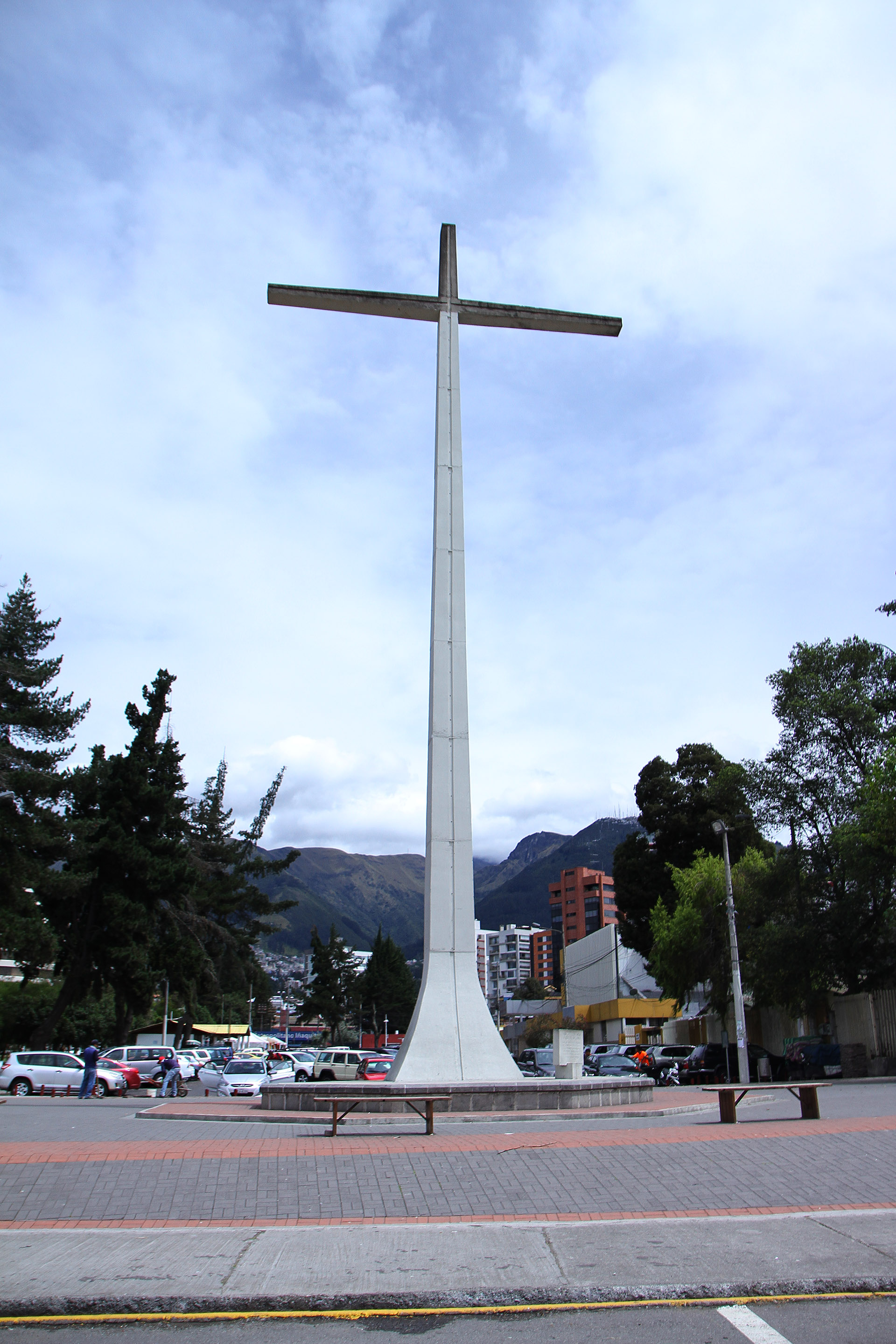
Cruz del Papa.

Dentro del área del parque, se encuentran varios edificios destacados, que corresponden a diferentes instituciones culturales de la ciudad, además de varios pequeños de servicios:
- Jardín Botánico de Quito es una estructura de acero y vidrio que está ubicada entre las zonas de aeróbicas y de la laguna. El 4 de octubre de 1989, el Club de Jardinería de Quito obtuvo en comodato el antiguo vivero municipal, iniciando así este oasis, en el que se puede  apreciar y conocer la más amplia variedad de orquídeas y otras especies de flora que habitan en las cuatro regiones naturales del Ecuador. En las áreas verdes que circundan al Orquideario, está dispuesta una representación de los distintos escenarios ambientales ecuatorianos.[25]

- Museo Ecuatoriano de Ciencias Naturales, ubicado entre la zonas de Deportes y de Patinaje, fue cedido en comodato por el Municipio durante la alcaldía del Rodrigo Paz (junio de 1989), para que esta entidad, adscrita a la Casa de la Cultura Ecuatoriana, construyera su museo, en el que se da a conocer y comprender la riqueza natural que está distribuida en todo el Ecuador. Tiene varias muestras botánicas, paleontológicas y minerales del país.[26]

- Vivarium, ubicado en la zona aeróbica, sobre la avenida Amazonas. Es una entidad adscrita a la Fundación Herpetológica Gustavo Orcés, y alberga en su pequeña casa de estilo colonial a varias especies de reptiles y anfibios. Fue inaugurada el 1 de diciembre de 1989 y, actualmente, es un lugar frecuentado continuamente por escuelas y colegios en visitas de estudios.[27]

- Mundo Juvenil, ubicado junto al Museo de Ciencias Naturales. Fue fundado en 1967 con el afán de acoger a niños y adolescentes y brindarles una experiencia lúdico-educativa, acercándolos a las ciencias y al entorno del país. Posee un teatro, un planetario, un museo y una biblioteca.[28]

- Avión de la Fantasía, estratégicamente ubicado entre las zonas deportiva e infantil, pues se encuentra muy cerca del público para el que fue concebido en un inicio: los niños. Se trata de un avión Douglas DC-6 de la Fuerza Aérea Ecuatoriana (FAE), construido en Estados Unidos para la II Guerra Mundial y que voló por primera vez el 15 de febrero de 1946. Desde 2007, y hasta la actualidad, es un museo de estampería a cargo del departamento filatélico de Correos del Ecuador.[29]

- Parque Náutico, que se encuentra dentro de la zona de la laguna. Se trata de una pequeña edificación que cuenta con un pequeño muelle, en la que se pueden rentar botes de remo, botes de pedal y bicicletas de agua, además del resto del equipo para pasear por la laguna. Cuenta también con un restaurante.

- Cruz del Papa, ubicada dentro de la zona de Aeróbicos, junto al Centro de Exposiciones Quito. Esta monumental cruz de hormigón fue diseñada por los arquitectos Santiago Cornejo y Arturo Guerrero, y se levanta en el lugar exacto donde el Papa Juan Pablo II llevó a cabo una multitudinaria misa durante su visita a Ecuador en 1985.[30]

- Campana de la Paz, se encuentra dentro de la zona de la laguna, muy cerca a la avenida Eloy Alfaro. Se trata de una estructura de pérgola de madera que alberga la Campana de la Paz, donada a la ciudad por el Rotary International de Quito el 17 de diciembre de 1999, y es una de las varias que conmemoran el fin de la II Guerra Mundial alrededor del planeta. Está fundida con monedas y medallas donadas por 103 países miembros de las Naciones Unidas.[31]

- Monumento a la Policía Nacional, ubicado en una placeta sobre la avenida Amazonas, frente al edificio de la Comandancia General de Policía Nacional, este conjunto cuenta, además del monumento en bronce sobre pedestal de concreto, con dos fuentes de agua y un hemiciclo posterior de astas para banderas.[32]

- Restaurantes, ubicados principalmente en la zona Deportiva, se trata de varias infraestructuras rodeadas de mesas y sombrillas en los que los visitantes, sobre todo de los fines de semana, pueden servirse snacks y platos de la comida nacional.

- Baños, que se encuentran distribuidos por toda el área del parque, en puntos estratégicos y de fácil acceso. Su diseño es ecológico, aunque también cómodo y limpio. Cada uno cuenta con su respectivo encargado.